# Alain Brillet

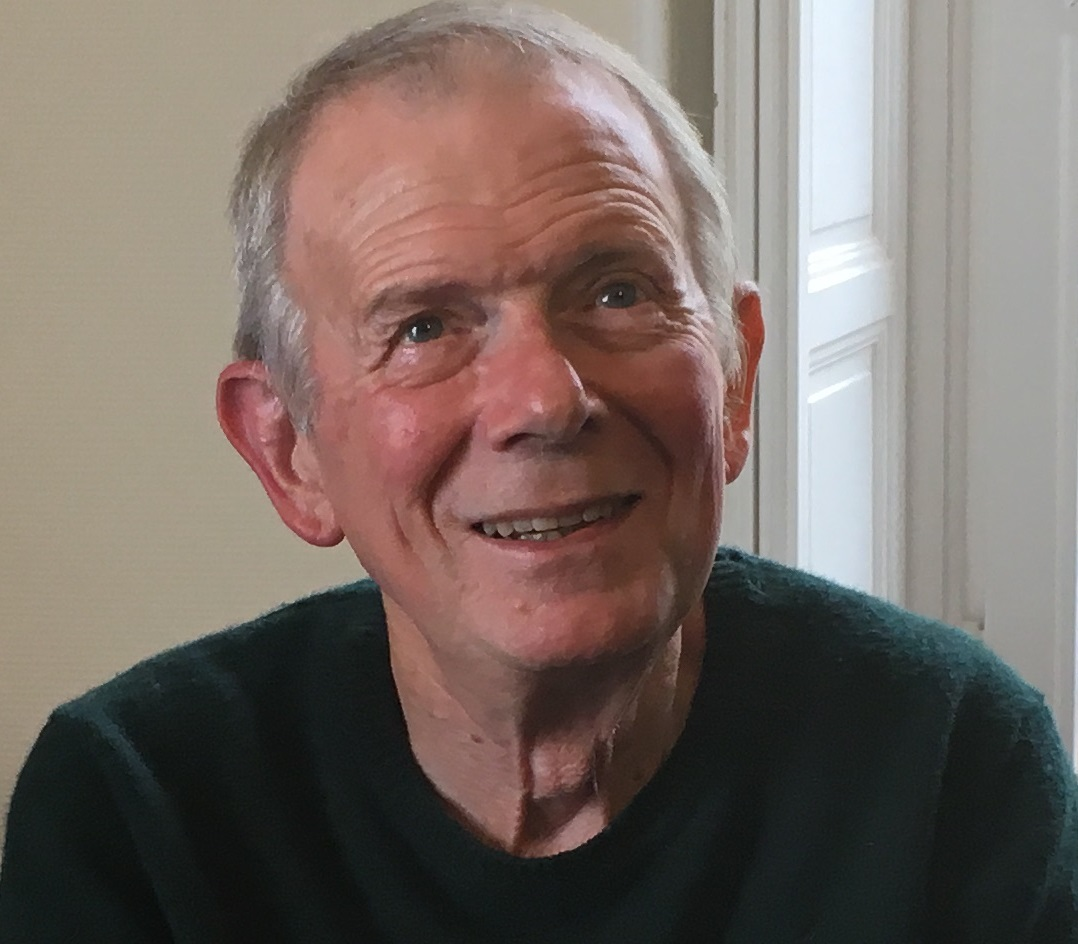
Alain Brillet, 2017

Alain Brillet (* 30. März 1947 in Saint-Germain-en-Laye) ist ein französischer Physiker, der sich mit Laser-Interferometern als Gravitationswellendetektoren befasst.
Brillet studierte an der École supérieure de physique et de chimie industrielles de la ville de Paris (ESPCI) mit dem Diplom 1970 und forschte danach für das CNRS. Er war am Labor für Atomuhren in Orsay und wurde 1976 promoviert. Als Post-Doktorand war er bei John L. Hall in Boulder (Colorado). Bei der Rückkehr wurde er 1982 Forschungsdirektor des CNRS.
Er ist inzwischen emeritierter Forschungsdirektor des CNRS am Artemis Labor des CNRS, der Universität Nizza Sophia Antipolis und der Universität der Côte d’Azur. Das Artemis Labor ist an Virgo und LISA beteiligt. Er war in den 1980er Jahren einer der Initiatoren und danach Leiter (bzw. Ko-Leiter) von Virgo, dessen Aufbau in Cascina bei Pisa er 1993 bis 2003 beaufsichtigte. Brillet schlug auch den Namen dieses französisch-italienischen Projekts vor. Brillet entwickelte dazu unter anderem die erschütterungsfreie Aufhängung der Spiegel mit seinem italienischen Kollegen Adalberto Giazotto (gleichzeitig Leiter des Projekts von italienischer Seite). Ab 2008 entwickelte er Lasersysteme der zweiten Generation für Advanced Virgo. Mit Virgo war er auch an der LIGO Kollaboration beteiligt, der 2015 der erste direkte Gravitationswellennachweis gelang.
Vor seiner Forschung zu Gravitationswellendetektoren arbeitete er an Atomuhren und frequenzstabilisierten Lasern. Als Post-Doktorand führte er mit Hall 1979 eine moderne (Resonator-)Version des Michelson-Morley-Experiments aus, die bis dahin beste Werte für die Isotropie der Lichtgeschwindigkeit ergaben (und wurden auch danach über 25 Jahren nicht übertroffen).
Für 2017 erhielt er die Médaille d’or du CNRS. Außerdem erhielt er 2016 den Prix Ampère und 2018 den Edison-Volta-Preis.
2005 wurde er Ritter der Ehrenlegion.